# Блез (персонаж)

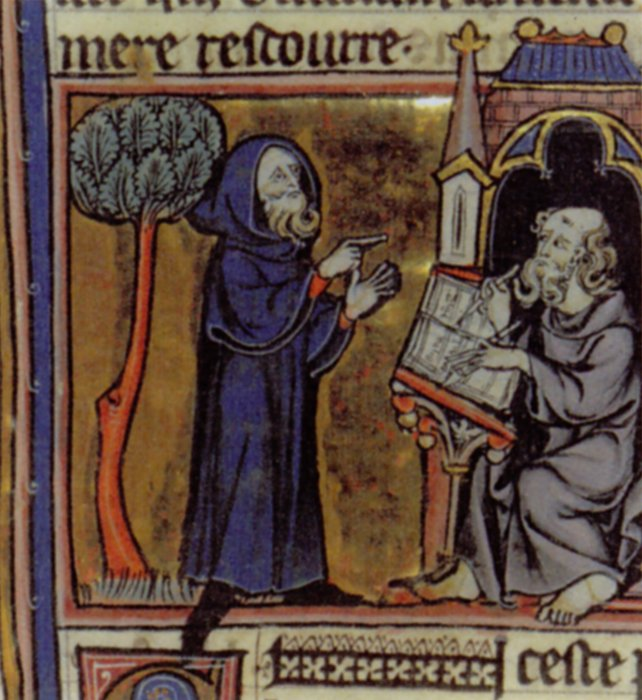
Мерлін диктує пророцтва мудрецю-самітнику Блезу (французька мініатюра 13 сторіччя до роману Роберта де Борона, який був написаний бл. 1200 р.)

Блез (англ. Blaise; у Мелорі Bleise; в бретонських творах: «Bleheris») — персонаж з «легенди про короля Артура»; наставник-учитель Мерліна; мудрець, який (на прохання Мерліна) записував розповіді Мерліна, які й склали «легенду про короля Артура». Блез (та його легенда) вперше з'являється в «Кретьєна де Труа» (друга половина XII ст.), а після нього — у Робера де Борона (близько 1200 р.), у «Вульгаті» (1215—1236 рр.), і у Томаса Мелорі («Смерть Артура», 1469).

## Етимологія
Етимологія ймення «Блез» (англ. Blaise; Bleise) не зрозуміла, але це ймення співзвучне Bless (з англ. — «благословити; освячувати; охрестити») — що відповідає «головному діянню Блеза, який охрестив Мерліна». Втім, як це зазвичай буває, — етимологій може бути декілька.

## Походження образу Блеза

### Кельтська гіпотеза— оповідач Блехеріс
Походження образу Блеза не зрозуміле. Найпоширеніша гіпотеза, що існував реальний кельтський оповідач Блехеріс (Bleheris), який розповідав-записував «легенди Артурового циклу». Однак така гіпотеза — дуже спрощує справу, і є «міркуванням логічним, але без залучення знань про тогочасну епоху».

### Гото-кельтська гіпотеза— бог Беленус
«Гото-кельтська гіпотеза» стверджує, що ім'я «Блез» і його функції «вчитель (самого Мерліна)», «автор головної книги» — витікають з функцій кельтського бога з іменами «Беленус-Лугус-Луг»:
- Ірландський варіант — бог Луг (англ. «Lug»), і валлійський Лугус — мали головну функцію: «бог усіх наук та ремесел; бог-вчитель». А значить Луг-Лугус — є також «богом книг»;
- Французький варіант — бог «Беленус» — описаний менш докладно, але має ім'я подібне «Bleise»; й походить з Франції, звідки й прийшов образ «великого мудреця Блеза» (з творів Кретьєна де Труа; Робера де Борона; «Вульгати»).